# Клан Комин
Комин или Каммин — шотландский дворянский род, один из наиболее влиятельных кланов средневековой Шотландии.

## Происхождение
По традиционной версии, изложенной в «The Scots Peerage», Комины считались потомками фламандца Роберта де Комина, который принимал участие в нормандском завоевании Англии и был назначен в 1068 году королём Вильгельмом I Завоевателем графом Нортумбрии. Уже в январе 1069 года его убили в Дареме восставшие против нормандцев нортумбрийцы. Однако документально это происхождение не подтверждается. Автором этой версии, по мнению ряда исследователей, была М. Е. Камминг-Брюс, которая выпустила в 1870 году работу «Family records of the Bruces and the Cumyns». Пытаясь проследить происхождение своих предков, она попыталась возвеличить их, дав им подходящее дворянское происхождение без глубокого исследования. В итоге Камминг-Брюс без каких-то на то оснований указала Уильяма Комина, первого достоверно известного представителя рода, сыном Роберта де Комина, а самого Роберта указала потомком франкского императора Карла Великого.
Исследователь Арчибальд Лори называет Уильяма Комина «священником неизвестного или среднего происхождения», однако, с ним не соглашается историк Алан Янг, указавший, что вряд ли на должность клерка королевской канцелярии, которая могла стать начальной ступенью для карьеры при королевском дворе, могли взять человека низкого происхождения. Он указывает, что один из Коминов около 1175 года владел землёй около Руана. При этом Янг предполагает, что прозвание «Комин», скорее всего, в отличие от Брюсов, Баллиолов и Морвилей не связано с какой-то территорией. В настоящее время считается, что шотландские Комины — родственники ряда семей нормандских клерков, которые имели связи с кафедральными городами Байё и Руан. Несколько представителей рода Коминов упоминаются в канцеляриях английских королей Генриха I и Генриха II. В частности, из подобной семьи происходил Джон Комин — видный администратор Генриха II, ставший в 1181 году архиепископом Дублина. Вероятно, что Комины принадлежали к классу людей, которых историк Льюис Лойд называл не имевшими значения в Нормандии, но добившихся его в Англии.

## История
Первым достоверно известным представителем шотландского рода Коминов считается Уильям Комин (умер около 1160), канцлер Шотландии в 1136—1141 годах, епископ Дарема в 1141—1143 годах. Минимум с 1121 года он служил в канцелярии при дворе английского короля Генриха I. Позже он, судя по всему, вслед за своим покровителем, Джеффри Руфусом, ставшего епископом Дарема, перебрался в его епархию. В 1136 году Уильяма оказался при дворе Шотландского короля Давида I, назначившего его канцлером. В 1138 году он участвовал в неудачном походе шотландцев в Северную Англию и после их разгрома в битве штандартов, но достаточно быстро был освобождён. После смерти Джеффри Руфуса в 1141 году Уильям попытался узурпировать для себя Даремскую епархию, но папа римский отказался утвердить его избрание. В 1143 году прошли канонические выборы в епархии, но Комин отказался впускать в Дарем избранного епископом Уильяма де Сент-Барба. Только в 1144 году он согласился отказаться от своих претензий в обмен на светские пожалования для его племянника Ричарда. Позже ему благодаря поддержке архиепископа Кентерберийского Теобальда были возвращены бенефиции в Англии.
В отличие от представителей ряда других англонормандских родов вроде Брюсов и Морвилей, ставших во время правления Давида I «новой аристократией» в Шотландском королевстве, Комины не владели крупными поместьями в Нормандии или Северной Франции. Поэтому, опираясь на своё положение при дворе шотландского короля, Уильям стремился обеспечить светское состояние своей семьи, что позволило ей закрепиться в Шотландском королевстве. Уже к 1140 году при дворе Давида I обосновались двое его племянников, Уильям и Осберт, однако имя их отца ни в каких источниках не упоминается. Они оба погибли не позже 1144 года во время попытки Уильяма захватить власть в Даремской епархии. Но, благодаря благосклонности шотландской королевской семьи, епископ смог обеспечить светское состояние своему племяннику Ричарду в Тайндейле (Нортумберленд) и Южной Шотландии, ставшее основой для возвышения Коминов в Шотландском королевстве.
Владения Коминов в Шотландии располагались в Роксбургшире. Кроме того, Ричард, породнился с королевской династией, взяв в жены Гекстильду (Hextilda), внучку короля Дональда III. К началу XIII века в результате нескольких удачно заключённых брачных союзов Комины владели графствами Ментейт (Ментит), Атолл и Бьюкен.
В XIII веке род разделился на 2 основные ветви: старшую, глава которой носил титул лорда Баденоха, младшую, глава которой носил титул графа Бьюкена. После угасания в конце XIII века Данкельдской королевской династии глава старшей ветви, Джон II Комин, носивший прозвище «Чёрный», был одним из претендентов на шотландский трон. В 1306 году его сын, Джон III Комин был убит по приказу Роберта Брюса, ставшим королём Шотландии. После этого Комины лишились шотландских владений и были вынуждены бежать в Англию. Окончательно Комины лишились надежд на возвращение своих владений после поражения англичан в битве при Бэннокбёрне в 1314 году, в владения были переданы сторонникам Брюса.
Хотя ветви лордов Баденоха и графов Бьюкен угасли в начале XIV века, сохранились другие ветви, ставшие обычным кланом горцев. Его название со временем стало произносится как Камминг (англ. Cumming, гэльск. Na Cuimeinich), а главой клана стал представитель Каммингов из Алтайра (графство Морей) — потомки сэра Роберта Комина, убитого в 1306 году вместе со своим племянником Джоном III. В настоящее время главой является сэр Александр «Аластер» Пенроуз Камминг из Алтайра. Многие представители рода перебрались в Англию, Ирландию и Уэльс, а также эмигрировали в Северную Америку, Австралию, Южную Африку, Новую Зеландию, Маскаренские острова.

## Известные представители рода
- Роберт де Комин (ум. 1069), граф Нортумбрии, считавшийся основателем клана Коминов
- Уильям де Комин (ум. ок. 1159), епископ Даремский (1141—1443), лорд-канцлер Шотландии (1147—1150), один из двух сыновей предыдущего
- Ричард Комин (ум. 1179/1182), юстициарий Лотиана, племянник Уильяма де Комина
- Уильям Комин (1163—1233), юстициарий Шотландии (1205—1233), 1-й лорд Баденох (1229—1233), сын Ричарда Комина
- Уолтер Комин (ум. 1258), лорд Баденох (1233—1258), де-юре граф Ментейт и граф Бьюкен, сын предыдущего
- Александр Комин (ум. 1289), граф Бьюкен (1244—1289), юстициарий Шотландии (1258—1289), единокровный брат предыдущего
- Джон I Комин (ок. 1215—1277), лорд Баденох (1258—1277), сын Ричарда Комина и внук Уильяма Комина, 1-го лорда Баденоха
- Джон II Комин, Джон Комин «Черный» (ум. 1302), лорд Баденох (1277—1302), сын Джона I Комина
- Джон III Комин, Джон Комин «Красный» (ум. 1306), лорд Баденох (1302—1306), сын Джона II Комина